# العكاريت
العكَارِيت قرية صغيرة تقع قرب وادي العكاريت على الطريق الوطنية رقم 1 بين مدينتي قابس والصخيرة في الجمهورية التونسية، وهي تتبع إداريا ولاية قابس. و معنى كلمة العكاريت هو من لفظ عكروت، وهو كذلك اسم منشئ القرية، وهذا المصطلح هو تركي الأصل.
أجريت بحوث وحفريات عديدة في هذا الوادي وعثر على مخلفات إنسان العصر الحجري القديم الوسيط وأدوات مصنوعة من الصوّان وعظام حيوانات تنتمي إلى الحمار الوحشي والكركدن الأبيض والجمل الوحشي.